# Kent Haruf
Kent Alan Haruf (Pueblo, 24 febbraio 1943 – Salida, 30 novembre 2014) è stato uno scrittore statunitense.

## Biografia
Kent Haruf è nato nel 1943 a Pueblo, Colorado, figlio di un pastore metodista e di un'insegnante. Laureatosi nel 1965 presso la Nebraska Wesleyan University, dove in seguito insegnerà, trascorre i due anni successivi come insegnante di inglese per i bambini delle scuole medie nel corpo di pace in Turchia.
Obiettore di coscienza durante la guerra del Vietnam, in sostituzione del servizio militare lavora in un ospedale di riabilitazione a Denver e in un orfanotrofio. Prima di diventare scrittore svolgerà molti lavori in luoghi diversi: bracciante agricolo in una fattoria di galline in Colorado, operaio edile in Wyoming, assistente in una clinica riabilitativa a Denver e un ospedale a Phoenix, bibliotecario in Iowa, docente universitario in Nebraska e Illinois (University of Southern Illinois).
Nel 1973 si trasferisce con la moglie Virginia Koon e la figlioletta in Iowa con l'intenzione di iscriversi alla prestigiosa Writers Workshop presso la University of Iowa, dove insegnavano alcuni scrittori illustri come John Irving, Seymour Krim e Dan Wakefield. La sua domanda viene inizialmente respinta, ma senza darsi per vinto trova lavoro come bidello nella scuola e viene infine accettato nelI'Iowa Writers Workshop. Nel 1974 dopo aver conseguito un Master of Fine Arts (M.F.A.), per provvedere al sostentamento della famiglia lavora in una scuola superiore alternativa a Madison, Wisconsin.
Nel 1976 diventa professore assistente presso la Nebraska Wesleyan University, in cui si era laureato. Nel 1982 pubblica il suo primo racconto, Now (And Then), in cui il narratore racconta il ritorno a casa della madre dal Wisconsin attraverso l'Iowa.
Nel 1984, a 41 anni, pubblica una breve storia nella rivista letteraria Puerto del Sol, e poi, per i tipi di Harper & Row, il suo primo romanzo The Tie That Binds che riceve il Whiting Award nel 1986 e una citazione speciale nel Hemingway Foundation / PEN. Lo scrittore John Irving, suo insegnante all'Università dell'Iowa, lo aiuta mettendolo in contatto con il suo agente. Nel 1990 viene pubblicato il secondo romanzo Where You Once Belonged.
Pur ricevendo buone recensioni, i suoi primi due libri non vendono molto e Haruf, con tre figli in età scolastica, vive un periodo di difficoltà economica. La sua produzione letteraria gli fa però guadagnare una migliore posizione in ambito accademico. Dal 1990 insegnerà alla Southern Illinois University Carbondale per circa un decennio, e il minore carico di lavoro gli consentirà di dedicarsi maggiormente alla scrittura.
Solo nel 1999 giunge alla notorietà con Plainsong  (in italiano Canto della pianura). I segnali sono visibili fin dal momento della sua pubblicazione. Il romanzo è accettato da Knopf di Gary Fisketjon, l'editor di famosi scrittori, come Raymond Carver, Richard Ford, Tobias Wolff e Cormac McCarthy. La prima stampa sarà di 70 000 copie, un numero nettamente superiore a quello dei libri precedenti. Il libro sarà accompagnato da una recensione molto positiva sul New York Times. Per la prima volta Haruf, poco incline a farsi pubblicità, accetta di promuovere il libro con un tour in 15 città. Dal libro viene girato anche un film per la televisione di CBS. Il romanzo, che vince il Mountains & Plains Booksellers Award e il Maria Thomas Award ed è finalista al National Book Award e al New Yorker Book Award, gli permette di lasciare il mestiere di insegnante e di dedicarsi completamente alla scrittura.
Nel 2000, dopo aver vissuto per circa un decennio a Carbondale, Illinois, fa ritorno in Colorado. Assecondando i desideri della sua seconda moglie Cathy Dempsey, si stabilisce in montagna, in una casa di tronchi vicino alla città di Salida. Nel 2004 pubblica Eventide (Crepuscolo), il seguito di Plainsong (Canto della pianura), che vince il Colorado Book Award.
È qui che morirà il 30 novembre 2014, all'età di 71 anni, a causa di una malattia polmonare.
Tutti i romanzi di Haruf si svolgono nella città fittizia di Holt, nelle pianure del Colorado orientale. Si ritiene che questa cittadina si ispiri ad alcune città in cui Haruf è vissuto, fra cui Yuma, Colorado, una delle residenze di Haruf nei primi anni 1980.
La sua prosa semplice lo ha fatto paragonare a Ernest Hemingway; Haruf considera William Faulkner l'autore che forse lo ha più influenzato.

## Opere

### Romanzi
- The Tie That Binds, 1984 (Vincoli: alle origini di Holt, traduzione di Fabio Cremonesi, Milano : NN Editore, 2018)
- Where You Once Belonged, 1990 (La strada di casa, traduzione di Fabio Cremonesi, Milano : NN Editore, 2020)
- Plainsong, 1999 (Canto della pianura, trad. di Fabrizio Ascari, Milano : Rizzoli, 2000;   traduzione di Fabio Cremonesi, Milano : NN Editore, 2015), primo volume della "Trilogia della Pianura" ma, in Italia, NN Editore lo pubblica come secondo volume.
- Eventide, 2004  (Crepuscolo, traduzione di Fabio Cremonesi, Milano : NN Editore, 2015), secondo volume della "Trilogia della Pianura" ma, in Italia, NN Editore lo pubblica come terzo volume.
- Benediction, 2013 (Benedizione, traduzione di Fabio Cremonesi, Milano : NN Editore, 2015), terzo volume della "Trilogia della Pianura" ma, in Italia, NN Editore lo pubblica come primo volume.[11]
- Our Souls at Night, 2015 (Le nostre anime di notte, traduzione di Fabio Cremonesi, Milano : NN Editore, 2017)

### Saggi
- The Making of a Writer. Granta Magazine, uscita numero 129: "Fate". Pubblicato a Londra per l'editrice Granta nel 2014.

### Varie
- West of Last Chance, con il fotografo Peter Brown (2008)